# Nicolaas IV van der Beurze
Nicolaas van der Beurze (Brugge, ca. 1360 – 21 januari 1435), ook soms Clais genoemd, was burgemeester van Brugge.

## Levensloop
Nicolaas was de broer van Jan IV van der Beurze en trad iets minder op de voorgrond dan zijn broer.
Hij deelde waarschijnlijk in de ongenade van zijn broer, want in 1406 raadslid geworden kwam hij de volgende jaren niet meer voor op de lijsten van stadsbestuurders. Die functie in 1406 was merkwaardig, omdat in dat jaar zijn broer schepen was. Twee broers tegelijk in het stadsbestuur was uitzonderlijk.
Pas in 1412 dook hij opnieuw op, ditmaal als hoofdman van het Sint-Nicolaassestendeel.
Hij werd vervolgens, alternerend met zijn broer en weldra ook met zijn neef Jacob van der Beurze lid van het stadsbestuur in de volgende functies:
- thesaurier in 1415, 1418 en 1421
- schepen in 1424
- burgemeester van de schepenen in 1428 en 1433.

Hij bleef waarschijnlijk ongehuwd.